# Chuck Ferries
Charles Thompson „Chuck“ Ferries III (* 10. Juni 1939 in Houghton, Michigan; † 17. April 2025 in Ketchum, Idaho) war ein US-amerikanischer Skirennläufer. Zwischen 1961 und 1964 gehörte er der Nationalmannschaft des US-Skiverbandes an und nahm zweimal an Olympischen Winterspielen teil. 1962 gewann er den Hahnenkammslalom in Kitzbühel. Seine jüngere Schwester Barbara war ebenfalls als Skirennläuferin aktiv.

## Biografie

### Kindheit und Jugend
Chuck Ferries kam 1939 als Sohn eines Zahnarztes und einer Krankenschwester in der Bergbaustadt Houghton am Oberen See zur Welt. Im Alter von vier Jahren begann er wie seine jüngeren Geschwister Barbara, Jimmy und Mary Ann auf dem im Besitz der Michigan Technological University befindlichen Mont Ripley mit dem Skifahren. Bereits im frühen Kindesalter wurde er vom Skilehrer und College-Trainer Fred Lonsdorf entdeckt und als Nachwuchstalent mit sieben Jahren übernommen. Im Alter von zehn Jahren gewann er seinen ersten Slalom, mit 13 war er laut Lonsdorf bereits besser als dessen College-Athleten, mit 14 qualifizierte er sich erstmals für die nationalen Jugendmeisterschaften in Jackson Hole.
Im Oktober 1955 beschloss Ferries, seine Trainingssituation zu verbessern und reiste ohne Einverständnis der Eltern mit dem Zug nach Chicago und weiter nach Sun Valley, Idaho. Weil die unzureichende Schneelage das Skifahren dort nicht zuließ, fuhr er weiter nach Alta im Bundesstaat Utah, wo er seinen Aufenthalt als Tellerwäscher finanzierte. Erst nach zwei Wochen verständigte er seine Eltern über seinen Verbleib und versicherte ihnen, rechtzeitig zum Start des nächsten Highschool-Semesters zurückzukommen. Kurze Zeit später zog er sich einen Knöchelbruch zu und musste bereits um Thanksgiving nach Hause zurückkehren.
1956 ging Ferries nach Aspen, wo er sich seine Unterkunft in einer Schlafbaracke des Chicagoer Snow Chase Club mit dem nächtlichen Anheizen eines Kohleofens verdiente. Während er die Konkurrenz bei Juniorenrennen um drei bis vier Sekunden distanzierte, machte er seinen Schulabschluss in der Gebirgsstadt.

### Sportliche Laufbahn
Einen ersten größeren Erfolg konnte Ferries 1957 beim Roch Cup in Aspen verbuchen, als er hinter den Österreichern Toni Sailer und Christian Pravda sowie seinem Landsmann Tommy Corcoran im Slalom den vierten Platz belegte. In der Folge warben die beiden konkurrierenden University of Denver und Colorado Boulder mit Stipendien um das Nachwuchstalent. Nach einem Gespräch mit Boulder-Trainer Bob Beattie entschied sich Ferries für Denver, wo er Teil der von Willy Schaeffer trainierten College-Mannschaft Pioneers wurde. Neben einigen Mannschaftserfolgen gewann er 1958 in Abwesenheit der besten US-Amerikaner beim Roch Cup sowohl Abfahrt als auch Riesenslalom. Im Rahmen der US-Meisterschaften gewann er mit sechs Sekunden Vorsprung seinen ersten von insgesamt drei Slalomtiteln, für die Weltmeisterschaften 1958 in Bad Gastein wurde er als Ersatzmann nominiert.
Im Winterquartal 1958 nahm sich Ferries eine Auszeit vom Studium und kehrte nach Aspen zurück, wo er im Restaurant Red Onion unterkam. 1959 ging er mit finanzieller Unterstützung des unabhängigen Ölbetreibers und Promoters François de Gunzburg nach Europa, wo er zunächst einen Klassenunterschied zur absoluten Westspitze feststellen musste. Bei einem Sturz in Chamonix zog er sich eine Verletzung zu, konnte aber von Teamkollegin Penny Pitou überredet werden, nicht gleich wieder abzureisen. Zurück in den Staaten verdiente er sich mit guten Ergebnissen einen Platz im Aufgebot für die Olympischen Spiele in Squaw Valley. Dort startete er nur in seiner Paradedisziplin Slalom und schied im ersten Lauf aus. 1961 konnte sich Ferries beim Snow Cup in Alta erstmals gegen seinen Rivalen Buddy Werner durchsetzen und gewann mit den Pioneers die College-Meisterschaft. Daraufhin wurde er von Bob Beattie in die nationale FIS-Mannschaft aufgenommen.
Im Winter 1962 feierte Chuck Ferries die größten Erfolge seiner Karriere. Zunächst gewann er als erster männlicher US-Amerikaner den prestigeträchtigen Slalom auf dem Ganslernhang von Kitzbühel. Nachdem er im ersten Lauf nur Achter gewesen war, ließ er mit Laufbestzeit in der Entscheidung prominente Gegner wie Gerhard Nenning und Guy Périllat hinter sich. In der Woche darauf gelang ihm in Cortina d’Ampezzo ein weiterer wichtiger Sieg. Weniger erfreulich verliefen die Weltmeisterschaften 1962 in Chamonix, wo er als Slalomvierter des ersten Laufs bei schwierigen Verhältnissen im Finale ausschied. Am Ende der Saison rangierte er dennoch als erster Amerikaner unter den sechs besten Slalomläufern der Welt. Nach einigen Erfolgen auf Heimatboden in der Saison 1963 kehrte er im Jahr darauf nach Europa zurück und reiste neben Buddy Werner als Mitfavorit zu den Olympischen Spielen 1964 in Innsbruck. Nach Abfahrtsrang 20 schied er jedoch im Slalom aus, während seine weniger stark eingeschätzten, jüngeren Landsleute Billy Kidd und Jimmy Heuga mit Silber und Bronze für die ersten US-Olympiamedaillen männlicher Skirennläufer sorgten. Im Anschluss an die Saison beendete Ferries seine aktive Laufbahn im Leistungssport.

### Weitere Karriere
Bereits während seiner Skikarriere baute sich Chuck Ferries eine Beziehung zum Sportartikelhersteller Head auf, indem er dessen Skistöcke den damals verbreiteteren von Scott vorzog. Nach Abschluss seines Finanzstudiums 1964 begann er von Seattle aus als Repräsentant für die Firma zu arbeiten. Daneben trainierte er zeitweise – wie damals üblich – unentgeltlich die US-Damenmannschaft. Weil Ferries nicht in die Nähe des Hauptquartiers nach Maryland ziehen wollte, wechselte er zum Konkurrenten K2, wo er unter anderem für Marilyn Cochran Rennski entwickelte. 1976 verließ er das Unternehmen als dessen Präsident, nachdem der Jahresverkauf von 20.000 auf 250.000 Paar Ski gesteigert werden konnte. 1981 übernahm Ferries Scott USA und führte die Firma unter anderem mit dem Verkauf von Mountainbikes aus der Krise. Daneben gründete er eine eigene Skifirma. Nachdem er bereits jahrelang dem Board of Directors angehört hatte, saß Ferries von 2002 bis 2006 im Vorstand des US-amerikanischen Ski- und Snowboardverbandes.
Im Oktober 1962 heiratete er in Aspen Judy Voyles. Ferries lebte zuletzt in Sun Valley, Idaho, und starb im April 2025 im Alter von 85 Jahren mit einer Demenzerkrankung.

## Stil und Rezeption
Chuck Ferries war einer der ersten international konkurrenzfähigen US-Skirennläufer in der Disziplin Slalom und bildete Anfang der 1960er-Jahre gemeinsam mit Jimmy Heuga und Billy Kidd die Speerspitze einer neuen Generation. Mit seinen Siegen in der Saison 1962 avancierte er zur klaren Nummer eins im Slalomteam seines Heimatlandes und ist bis heute der einzige Nichteuropäer, der den Hahnenkammslalom gewinnen konnte. Bei den Damen, die bis 1961 in Kitzbühel starteten, gelang seinen Landsfrauen Andrea Mead-Lawrence, Penny Pitou und Linda Meyers dort jeweils ein Slalomsieg. Im März 1963 zierte Ferries das Titelbild der Sports Illustrated. Autor Roy Terrell beschrieb ihn als ungewöhnlich stark für seine Statur und hob seine Beinmuskeln sowie Reaktionsschnelligkeit hervor. Stilistisch ging Ferries oftmals eigene Wege. So gab er Ende der Saison 1963 an, die Slalomschwünge entgegen der skitechnischen Grundlehre vermehrt auf dem Innenski zu fahren, um besser auf der Ideallinie bleiben zu können.
1989 wurde Ferries mit der Aufnahme in die National Ski Hall of Fame geehrt.

## Erfolge

### Olympische Spiele
- Innsbruck 1964: 20. Abfahrt

### Weltmeisterschaften
- Innsbruck 1964 : 20. Abfahrt

### Weitere Erfolge
- 3 US-amerikanische Meistertitel (Slalom u. a. 1958)
- Siege beim Roch Cup
  - Abfahrt und Riesenslalom 1958
  - Slalom 1961
  - Riesenslalom und Kombination 1963
- College-Meisterschaft mit den Denver Pioneers 1961
- Snow Cup Riesenslalom 1961
- Silver Belt 1961
- Hahnenkammslalom 1962
- FIS-Slalom Cortina 1962
- Broadmoor International Slalom Derby 1963
- 2. Platz Air Force Academy Invitational Riesenslalom und Slalom 1963

## Auszeichnungen
- 1989: Aufnahme in die U.S. Ski and Snowboard Hall of Fame
- 2008: Aufnahme in die Colorado Ski Hall of Fame